# El Saúz, Querétaro Arteaga
El Saúz är en ort i Mexiko.   Den ligger i kommunen Pedro Escobedo och delstaten Querétaro Arteaga, i den centrala delen av landet, 160 km nordväst om huvudstaden Mexico City. El Saúz ligger 1 908 meter över havet och antalet invånare är 6 569.
Terrängen runt El Saúz är platt åt nordost, men åt sydväst är den kuperad. Runt El Saúz är det ganska tätbefolkat, med 230 invånare per kvadratkilometer. Närmaste större samhälle är San Juan del Río, 15,9 km sydost om El Saúz. Trakten runt El Saúz består till största delen av jordbruksmark.